# Lykkejægerne
|  | Denne artikel er oprettet af botten PalnaBot ud fra en ekstern database. Den kan derfor have sproglige fejl eller mangler. Denne skabelon kan fjernes efter kontrol af indholdet. |

Lykkejægerne er en film instrueret af Nynne Marie Selin Eidnes.

## Handling
En hi-tech kamp om ære på en øde strand.